# Bretoña (Lugo)
Bretoña (llamada oficialmente Santa María de Bretoña) es una parroquia y una villa española del municipio de Pastoriza, en la provincia de Lugo, Galicia.

## Historia
Es conocida por ser la más que probable sede de la diócesis de Britonia de donde era originario el obispo Mailoc, firmante en los Concilios galaicos de Lugo (569) y Braga (572). El obispado bretón surge con la llegada masiva al norte de Galicia de refugiados celto-britanos procedentes de las Islas británicas luego de la invasión anglosajona. Esta diócesis fue sustituida por la de Mondoñedo en la segunda mitad del siglo IX.

## Organización territorial
La parroquia está formada por treinta y tres entidades de población, constando veintisiete de ellas en el nomenclátor del Instituto Nacional de Estadística español:
- Afoz (A Afoz)
- Alvite
- Alvites (Os Alvites)
- Arandal (O Arandal)
- Azougue (O Azougue)
- Barreiro (O Barreiro)
- Obispado (O Bispado)
- Bretoña
- Caballeros (Os Cabaleiros)
- Cabeira (A Cabeira)
- Campovello (O Campo Vello)
- Carballal (O Carballal)
- Castiñeira (A Castiñeira)
- Castrillon (O Castrillón)
- Castrillos (Os Castrillós)
- Coto (O Coto)
- Coto de Francos (O Coto de Francos)
- Cubelo (O Cobelo)
- Curras (Currás)
- Espiñedo (O Espiñedo)
- Fitoiro
- Fontao
- Foxo (O Foxo)
- Francos
- Iglesia (A Igrexa)
- Lodas (Lodás)
- Luxilde
- Mourelle
- Nacieira (A Macieira)
- Outeiro (O Outeiro)
- Piñeiros
- Seselle
- Soledad (A Soledá)

## Demografía

### Parroquia
Datos demográficos de la parroquia:
| Gráfica de evolución demográfica de Bretoña (parroquia) entre 1388 y 2020 |
|                                                                           |
| Datos según el nomenclátor publicado por el INE.                          |

### Villa
| Gráfica de evolución demográfica de Bretoña (villa) entre 2000 y 2020 |
|                                                                       |
| Datos según el nomenclátor publicado por el INE.                      |